# Nong Prue (huyện)
Nong Prue (tiếng Thái: หนองปรือ) là một huyện (‘‘amphoe’’) in the northeastern part của tỉnh Kanchanaburi, miền trung Thái Lan.
Huyện được đặt tên theo cây Prue, Cyperus sp.

## Lịch sử
Khu vực Nong Prue ban đầu là làng Ban Nong Prue, Tambon Nong Ri của Bo Phloi. Sau đó đơn vị này đã được nâng lên thành phó huyện (Tambon) Nong Prue. Bộ nội vụ Thái Lan đã tách hai tambon Nong Prue và Nong Pla Lai từ huyện Bo Phloi để lập tiểu huyện (King Amphoe) Nong Prue on April 1st, 1992. Tambon thứ 3 Somdet Charoen sau đó đã được đưa vào huyện này. Tiểu huyện được chính thức nâng thành huyện ngày 11 tháng 10 năm 1997.

## Địa lý
Các huyện giáp ranh là (từ phía đông theo chiều kim đồng hồ) Lao Khwan, Bo Phloi, Si Sawat của tỉnh Kanchanaburi và Dan Chang của tỉnh Suphanburi.

## Hành chính
Huyện này được chia thành 3 phó huyện (tambon), các đơn vị này lại được chia thành 43 làng (muban). Thị trấn (thesaban tambon) Nong Prue nằm trên một phần của tambon Nong Prue. Ngoài ra có 3 tổ chức hành chính tambon (TAO).
| Số TT | Tên            | Tên tiếng Thái | Số làng | Dân số |  |
| ----- | -------------- | -------------- | ------- | ------ |  |
| 1.    | Nong Prue      | หนองปรือ        | 20      | 17.812 |  |
| 2.    | Nong Pla Lai   | หนองปลาไหล     | 14      | 6.047  |  |
| 3.    | Somdet Charoen | สมเด็จเจริญ      | 5       | 5.844  |  |